# Nada
Nada Malanima (n. 17 noiembrie 1953, Gabbro⁠(d), Rosignano Marittimo, Toscana, Italia), cunoscută drept Nada, este o cântăreață și actriță italiană.